# 社交焦慮
社交焦虑（英語：social anxiety）是指對社交互動的憂慮與緊張 。社交焦慮與一些病徵有關，包括焦虑症、情绪障碍、自闭症、饮食失调症與药物使用障礙 。社交焦慮較高的人會迴避視線、較少表現臉部表情並且難以開啟與持續保持對話 。社交焦虑特質是一種在社交狀態下感受到憂慮與緊張的稳定趋势，並可以分為來自狀態的焦慮以及對某個特定社交刺激的暫時性反應 。有接近90%的人曾經在生活中感觉到社交焦慮的症狀（例如害羞） ，一半的人有符合社會焦慮症標準的社會焦慮症狀 。社交焦慮的作用是為了激勵和增加對社交互動關注、抑制不必要的社交行為並促使對未來可能發生的社交情境做準備。

## 孩童與成人的社交焦慮

### 儿童发展
在兒童發展中對於社交有一些焦虑情绪，是正常且必要的成長階段，並是有效的社交功能。童年晚期和青春期早期時則會因為認知能力的成長，而造成反覆的社交焦慮。目前的研究結果已經確定青少年的焦慮較常發生在他們與同龄者之间的关系，特別是他們被在人際吸引力、拒絕社交、公开演讲，自我意識過剩，被驚嚇的狀況下。 大多数青少年會透過恐懼进步並滿足他們的發展需求 。越来越多的儿童被诊断出社交焦虑的頃向，如果在教育過程中沒有注意，可能會導致一些問題產生。部分的社交焦慮來自於擔心被他人批評，儿童會因為社交焦虑而造成他們在日常生活中極其痛苦，無論是與其他孩童遊玩、在課堂中學習、或是與成人對話。另一方面，一些社交焦慮的孩童的會因為他們的恐懼而採取行動。不過由於孩童的社交焦慮與害羞之間相當難以區別，要判定其是否有社交焦慮也相當的困難。

### 成人
成人的社交焦慮可以容易的辨識出來，因为他们往往自行迴避的任何的社交狀況，並保持自己一個人的狀態。成人社会焦虑的共同形式包括怯場、演講恐懼、和缺乏自信。 这些症狀也在焦慮症的临床表現中焦虑症 (见下文)。
區分社交焦慮的臨床和非臨床形式的標準，除了對身心不適與傷害的強弱程度外還包括了與恐懼的可預期程度 。社交焦慮也可以根據其被徹發的社交情境及情境的廣泛性進行分類，例如：恐懼在公共場合吃飯是一種非常狹窄的情境範圍（只有在公共場合吃飯的狀況），而害羞則可能相當的廣泛（在各種情況下，一個人都可能會害羞） 。的临床(障碍)的形式也被區分為为一般的社交恐惧症和特定的社交恐惧症。

## 迹象和徵狀

### 臉紅
臉紅是一種人類獨有的生理反應，也是與社交焦慮的標誌性生理反應 ，指的是的脸部、颈部和胸部中在面對社會關注或評價時的非自願性生理反應 。脸红的不仅发生尷尬的時候，也會發生在如耻辱、內疚、害羞以及骄傲的社會反應中 。在社交中，高社交焦慮的人比低社交焦慮的人更容易產生臉紅的狀況 。有三種類型的臉紅是可以測量的：自我感知的臉紅（個體認為自己臉紅的程度）、生理性的臉紅（通過生理指標檢測臉紅的程度）、觀察到的臉紅（對他人臉紅的觀察程度）。 社交焦慮與自我感知的臉紅高度相關；與通過生理指標（例如體溫與流向臉頰和前額的血流量）測量的臉紅低度相關；與他人觀察到的臉紅中度相關。在社交焦慮高的人群中，生理性臉紅和自我感知臉紅之間的關係很小，這代表社交焦慮高的人可能會高估自己臉紅的狀況 。社交焦慮與自我感知的臉紅最強烈相關，對於臉紅和社交焦慮的認知模型也很重要，能夠作為社交焦慮者判斷焦慮原因的內部線索和其他資訊。

### 注意力偏差
經歷較多社交焦慮者會將注意力從社會上的威脅信息轉到自身，去避免自己去挑戰他人負面期望，並保持高度的社交焦慮 。高社会焦虑者如果感觉到互動對象的拒绝，將會移開對其的注意力，并且永远不会得知自己其實是被欢迎的 。其也會關注像是威脅性面孔等初步的負面社交線索，並且展現出過度的警惕，隨後是避免及遠離這些社交線索 。
社交焦慮的注意力目前使用點探測模式（Dot-probe paradigm）來測量。該模式會展示兩張並列的臉，一張臉有較強烈的情緒表情，另一張臉則是中性的表情。當臉部消失時，會有一個特定的標誌隨即出現在其中一張臉原本的位置上。隨後兩張臉將會再度出現，並在與前次同樣的時間過後消失，該特定的標誌會再次隨即出現在另一張臉的原本位置上，這會創造出兩種在相同的時間條件下但顯示條件不一樣情況。而受測者必須在每次看到標誌後立即按下手上的按鈕，而兩次畫面消失、標幟出現到受測者按下按鈕的反應時間差則是此方法主要的研究對象，時間的差異會顯示出受試者是否對不同的臉部情緒表情有注意力偏差。這項研究發現了不同的結果，有一些研究發現社交焦慮個體和對照組之間沒有差異，一些研究則發現社交焦慮者會避免所有面孔，另一些研究則發現了對威脅面孔的警惕 。有一些證據指出透過對威脅性面孔短暫且不長時間的觀察，就可以對威脅面孔產生警惕，而過度警覺之後則產生避免 。在人群中面對面的案例則顯示，社交焦慮者能夠較快的辨認出中性與正向人群中的憤怒臉孔；但是他們對辨識出快樂臉孔的速度比非焦慮者更慢 。
自我關注會隨著社交焦慮和負面影響而增加，有兩種類型的自我關注：公眾中的自我關注，人們關注自身行為對他人的印象與影響，這種類型的自我關注會造成更大的社交焦慮 。其他更私人形式的自我意識（例如：自我中心主義）與他類型的負面情緒有關。
基礎科學研究已經指出認知偏差可以改正，而注意力偏差的改正訓練已被證明可以暫時改善社交焦慮。

## 檢測方法與量表
社交焦虑的檢測通常透過自答式量表來測量， 这种方法具有其研究限制，但是自我的主观反应仍是主觀狀態是最可靠的測量指标。其他檢測社会焦虑的方法包括訪談式诊断以及临床医生的文书和行为的评估 。沒有一種社交焦慮的自答式量表可以滿足所有的心理測量屬性，這些屬性包括不同類型的效度（內容效度，標準效度，結構效度）、信度和內部一致性 。SIAS量表、SIAS-6A and -6B量表被認為是最好的 ，包含前述量表與其他社交焦慮的檢測量表如下：
- 負面評價恐懼量表 (Fear of Negative Evaluation ，FNE)和其簡化形式(BFNE)[17]
- 恐惧问卷之社交恐惧分量表(Fear Questionnaire Social Phobic Subscale，FQSP)[18]
- 互動焦虑量表(Interaction Anxiousness Scale，IAS)[19]
- Liebowitz社交焦慮量表-自述(Liebowitz Social Anxiety Scale-Self Report，LSAS-SR)[20]
- 老年人情境社會評價(Older Adult Social-Evaluative Situations ，OASES)[21]
- 社交迴避與痛苦(Social Avoidance and Distress，SAD)[22]
- 自我意识量表(Self-Consciousness Scale，SCC)[23]
- 社交互動焦虑症量表(Social Interaction Anxiety Scale，SIAS)[24] 和其簡化形式(SIAS-6A and -6B)
- 社交恐惧症量表(Social Interaction Phobia Scale，SIP)
- 社交恐惧症與焦虑清單(Social Phobia and Anxiety Inventory，SPAI)[25] 和其簡化形式(SPAI-23)
- 社交情境迴避(Situational Social Avoidance，SSA)[26]

## 社交焦慮症
社交焦虑症(SAD)，也称为社交恐惧症，是一種對社交情境產生大量恐懼的焦虑症，並會因為前述的社交情境產生巨大的痛苦，且導致某部分的日常生活功能障礙:15。 这些恐懼可以由自我的感知或是對他人的行動警戒觸發。
生理症狀通常包括臉紅、冒汗、顫抖、心悸與恶心，在即時的發言中也可能會有口吃的狀況。在強烈的恐懼和不適下可能會產生恐慌發作。一些患者可能會使用酒精或其他藥物來抑制社交活動中的恐懼，特別是當他們沒有經過專業的診斷與治療時，通常會使用這些方式當作自我治療；但這可能會導致酗酒、飲食失調或藥物濫用。SAD有時被稱為一種「失去機會的疾病（illness of lost opportunities）」 當個體必須在生活中做出重大改變以適應這種疾病時 。根據《國際疾病傷害及死因分類標準第十版》（ICD-10） 指出SAD的主要診斷標準是害怕成為注意的焦點、害怕尷尬或羞辱以及透過行事避免焦慮的症狀 。 標準化的評定量表可用於篩檢社交焦慮症並測量焦慮的嚴重程度。
社交焦慮症的前端治療方法是認知行為治療（CBT）而只有對這種療法不感興趣的患者才會施以藥物治療 。無論是單獨治療或是團體治療，CBT皆是治療社交焦慮症的有效方法 ，其透過找尋誘發焦慮情況的模式和身體反應來改變認知行為的組成。 自1999年以來，對社交焦慮症的關注隨著藥物治療的批准和推廣而顯著增加，許多種抗憂鬱藥被當作治療社交焦慮的處方藥，包括：选择性5-羟色胺再摄取抑制剂（selective serotonin reuptake inhibitors, SSRIs）、5-羥色胺和去甲腎上腺素再攝取抑制劑（ serotonin-norepinephrine reuptake inhibitors, SNRIs）與单胺氧化酶抑制剂（monoamine oxidase inhibitors, MAOIs） ，其他常用的藥物包括Β受体阻断药和苯二氮䓬类。社交焦慮症是一種常見的焦慮症，有高達10％的人在其生命的某個階段受到其影響。